# The Cigarette Duet
"The Cigarette Duet" (tạm dịch là Bản song ca xì gà) là một bài hát của nghệ sĩ thu âm Người New Zealand là Princess Chelsea hợp tác với Jonathan Bree trong album phòng thu đầu tay của cô, Lil ' Golden Book (phát hành năm 2011). Đây là ca khúc thứ 6 trong album. Bài hát được viết bởi Chelsea Nikkel, là tên thật của cô. "The Cigarette Duet" được phát hành với thứ tự đĩa đơn thứ ba của album vào ngày 9 tháng 6 năm 2011.

## Sáng tác và thu âm
Bài hát nói về một cặp vợ chồng đang đấu tranh chống lại những nguy cơ suy giảm sức khỏe từ việc hút thuốc. Người phụ nữ trong bài hát là người hút thuốc, trong khi người đàn ông đang cố gắng khuyến khích cô ấy ngừng hút thuốc. Qua lời bài hát, chúng ta biết được người đàn ông trước đây cũng từng hút thuốc, nhưng sau đó đã cai thành công. Lời bài hát thường được so sánh với Nancy & Lee ở lời thoại. Trong một cuộc phỏng vấn, Princess Chelsea nói "Tôi biết khi tôi viết bài hát này, nếu bất kỳ bài hát nào của tôi trở nên nổi tiếng, có lẽ bài hát này sẽ thành công và nó sẽ đưa rất nhiều người vào âm nhạc của tôi."
Một người tên "Jamie-Lee" được nhắc đến trong lời bài hát là người sau này viết bài hát ''No Church On Sunday'' cho album phòng thu thứ hai của Princess Chelsea là The Great Cybernetic Depression.

## Phát hành và đánh giá đáng chú ý
Bài hát được phát hành vào ngày 9 tháng 6 năm 2011 dưới dạng đĩa đơn cùng với mặt B "Positive Guy Meets Negative Man". Bài hát đã trở nên phổ biến sau khi video âm nhạc được phát hành. Bài hát cũng giúp cho Chelsea được giới thiệu trên mục "Ban nhạc mới trong ngày" của The Guardian. Video đã được ca sĩ, nhạc sĩ người xứ Wales MARINA công nhận, điều này cũng giúp bài hát thêm phần phổ biến.
Tính đến  tháng 11 năm 2021, video "The Cigarette Duet" trên YouTube đã đạt được 70 triệu lượt xem.

## Video âm nhạc
Video âm nhạc là lý do chính khiến bài hát trở nên nổi tiếng. Đoạn video được coi là một "video âm nhạc phản cảm" của Bree. Đoạn video do Jonathan Bree đạo diễn và được phát hành vào ngày 7 tháng 6 năm 2011. Trong một cuộc phỏng vấn, Chelsea cho biết đoạn video này được quay khoảng 70 lần trước khi đạt yêu cầu. Hai mươi lần quay đầu tiên Chelsea hát mà không có tóc giả, cô cũng nói rằng cô không thích mái tóc của mình. Chelsea cũng cho biết biểu cảm "chết lặng, buồn chán" là đúng vì họ đã kiệt sức sau tất cả các cảnh quay.
Đoạn video mở đầu bằng cảnh Bree và Chelsea đang ngồi yên ngâm mình trong bồn nước nóng với một phông nền nhiệt đới. Chelsea đang đội một bộ tóc giả ngắn màu hồng. Cô nhìn vào nhiệt kế hồ bơi, sau đó tiếp tục ngồi im. Khi lời bài hát bắt đầu, họ tiến hành hát bài hát, không cử động bất cứ điều gì ngoài đôi môi. Khi câu hát đầu tiên kết thúc, một cây đàn ghita trôi đến ngang qua họ và mang theo một ly bia cho Bree và một ly rượu cho Chelsea. Khi câu hát thứ hai kết thúc, có cảnh cắt ngang Chelsea đang hút thuốc và ho khi Bree đang dọn dẹp hồ bơi. Khi câu hát thứ ba kết thúc, đoạn video chuyển sang một cảnh quay dưới nước, khi đó Bree đang vừa bơi vừa chơi guitar điện. Một hình bóng của Chelsea sau đó cho thấy cô ấy đang châm lửa và hút một điếu thuốc. Khi video quay lại cảnh hồ bơi, video mờ dần và hiện lên một dòng chữ "Năm 2010, hơn 420 cặp vợ chồng ở New Zealand chia tay do các vấn đề liên quan đến hút thuốc lá" được hiển thị trên màn hình.

## Thứ tự nhạc
| Nhạc trực tuyến | Nhạc trực tuyến                   | Nhạc trực tuyến |
| STT             | Nhan đề                           | Thời lượng      |
| --------------- | --------------------------------- | --------------- |
| 1.              | "The Cigarette Duet"              | 4:20            |
| 2.              | "Positive Guy Meets Negative Man" | 2:06            |

## The Cigarette Duet (Phiên bản Tour diễn Châu Âu)
The Cigarette Duet (European Tour Edition) là một chuyến lưu diễn mở rộng đầu tiên của Princess Chelsea, sau khi phát hành chính thức đĩa đơn của Chelsea 'The Cigarette Duet và bao gồm một bài hát mới và ba bài đã phát hành trước đó.
Thứ tự nhạc
| STT | Nhan đề                           | Sáng tác       | Thời lượng |
| --- | --------------------------------- | -------------- | ---------- |
| 1.  | "The Cigarette Duet"              | Chelsea Nikkel | 4:20       |
| 2.  | "Positive Guy Meets Negative Man" | Chelsea Nikkel | 2:06       |
| 3.  | "Goodnight Little Robot Child"    | Chelsea Nikkel | 6:02       |
| 4.  | "The Cigarette Duet"              | Chelsea Nikkel | 3:24       |